# Francesc Gil de Frederic
Svatý Francesc Gil de Frederic de Sans, O.P. (14. prosince 1702, Tortosa – 22. ledna 1745, Hanoj) byl španělský římskokatolický kněz, člen řádu bratří kazatelů a mučedník.

## Život
Francesc vstoupil do noviciátu dominikánů v Barceloně a přijal jméno František. Dne 29. března 1727 získal kněžské svěcení a zažádal si o odjezd na misii na Filipíny. Zde se stal sekretářem provinciála.
Poté odešel na misii do Vietnamu. Dne 28. srpna 1735 dorazil do Tonkinu. Zde působil na několika farnostech. Z důvodu pronásledování křesťanů se musel ukrývat. Dne 3. srpna 1737 byl zajat na konci mše a odsouzen k trestu smrti za křesťanskou víru. Po sedmi letech krutého vězení byl dne 22. ledna 1745 sťat a to spolu s dalším dominikánem, otcem Mateem Alonsem de Leciniana se kterým se potkal ve vězení.
Dne 20. května 1906 byl papežem sv. Piem X. prohlášen za blahoslaveného a dne 19. června 1988 jej papež sv. Jan Pavel II. svatořečil ve skupině 117 vietnamských mučedníků.